# LGBT au Royaume-Uni

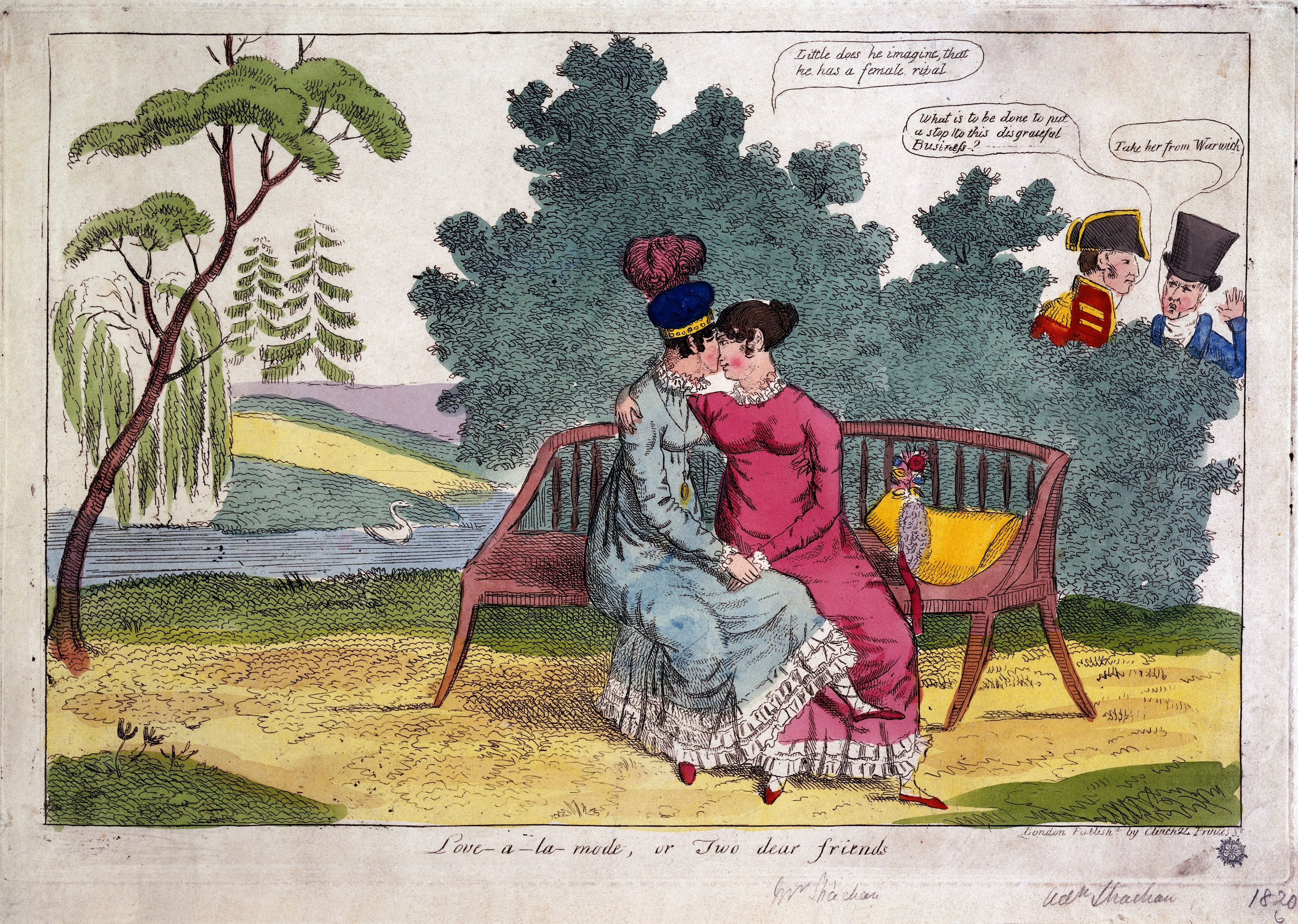
Caricature du début du XIXe siècle représentant la relation supposée entre Lady Hamilton et Marie-Caroline d'Autriche.

Cet article traite de l'histoire, des droits et de la condition des personnes LGBT au Royaume-Uni.

## Histoire

### duXVIeauXIXesiècle
Le XVIe siècle voit la création des premiers lieux de rencontre LGBT au Royaume-Uni, qui seront connus au XIXe siècle sous le nom de molly houses.
De 1533 à 1861, l'Angleterre considérait l'homosexualité comme un crime passible de mort par pendaison. Bien que la peine de mort pour cause d'homosexualité soit abrogée en 1861, l'homosexualité y demeure passible de prison. Oscar Wilde est ainsi condamné à 2 ans de prison avec travaux forcés pour sa relation amoureuse avec le jeune Lord Alfred Bruce Douglas. La répression envers les homosexuels s'intensifie jusque dans les années 1950.

### Seconde Guerre mondiale
Si des lesbiennes sont présentes dans l'armée, notamment la Women's Auxiliary Air Force (WWAF) et l'ATS, leur comportement n'est toléré que s'il ne perturbe pas le travail et les relations entre femmes sont traitées comme des « conduites d'écolières » à discipliner. La directrice de la WAAF, Jane Trefusis-Forbes, cherche à tout prix à préserver ses effectifs et, lorsqu'une correspondante découvre la correspondance amoureuse de deux soldates de sa base, sa décision est de les séparer et non de les exclure,.
Dans l'ATS, la médecin-chef Letitia Fairfield rédige une note sur le lesbianisme, expliquant notamment que de partager un lit pour deux femmes est une pratique commune de la classe ouvrière et recommandant de n'exclure que les lesbiennes qui cherchent ouvertement à séduire les autres soldates,.
La démobilisation, si elle est synonyme de paix, est aussi une transition difficile pour les homosexuels et lesbiennes britanniques, l'armée étant un lieu d'homosocialisation où ils et elles ont pu prendre confiance en leur sexualité et leur identité et échapper à la pression parentale. Le retour à la vie domestique et familiale est pour beaucoup traumatique, aggravée par une opinion publique de plus en plus homophobe qui voit l'homosexualité comme une menace à la reconstruction de la Grande-Bretagne d'après-guerre.

### À partir des années 1960

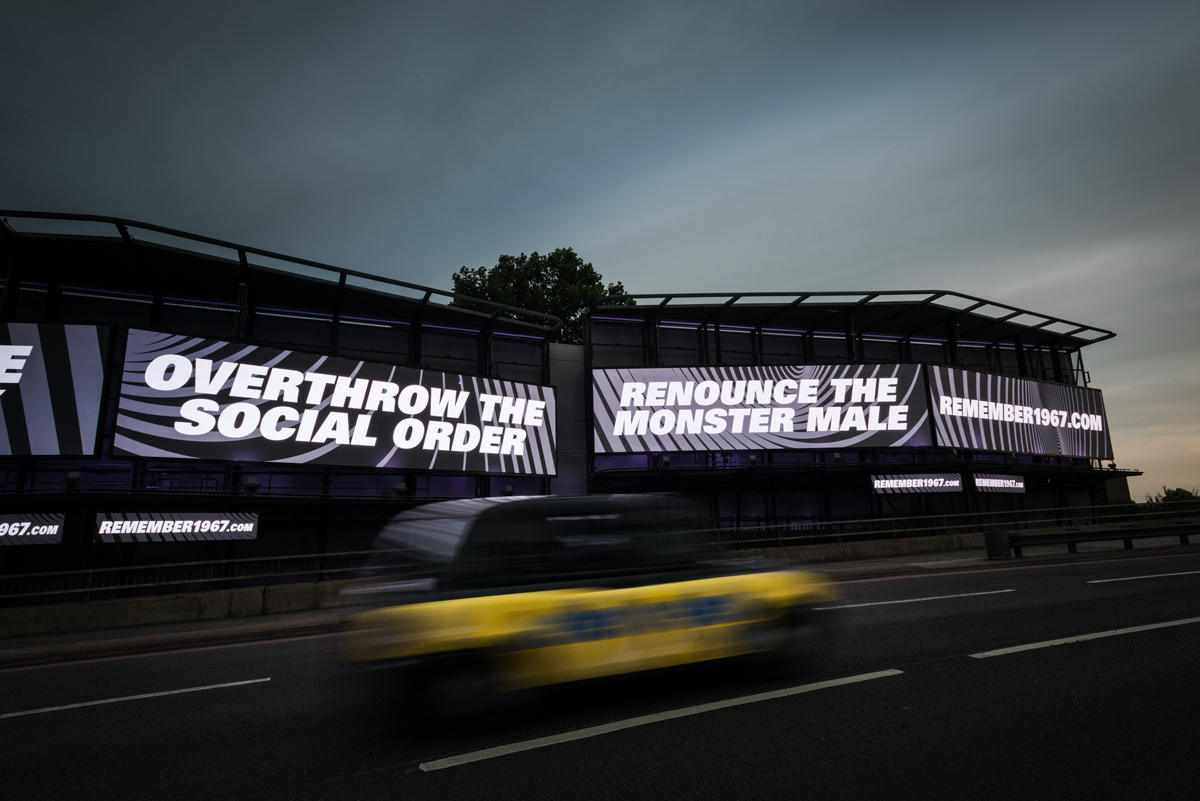
Art de Martin Firrell de 2017 célébrant le 50ème anniversaire de la dépénalisation partielle de l'homosexualité au Royaume-Uni

Les années 1960s voit la création de lieux LGBT, en particulier à Londres.
En 1967, le Royaume-Uni décriminalise partiellement l'homosexualité, à la suite du militantisme de la Homosexual Law Reform Society. Ce changement légal ne met pas un terme au harcèlement policier dont sont victimes les hommes homosexuels et bisexuels. La police surveille les lieux de drague gay que sont les parcs et les toilettes, se faisant au besoin passer pour gays pour piéger les hommes qui s'adonnent à des relations homosexuelles et les arrêter pour « grossière indécence ». Les lieux gays, comme les saunas et les bars, font aussi l'objet de descentes de police au prétexte de lutter contre les « maisons de débauche ». Les lieux dansants sont contrôlés afin de vérifier qu'ils appliquent bien l'interdiction faite aux hommes de danser joue contre joue.
Le Gay Liberation Front est fondé en 1970 et organise le premier rassemblement homosexuel du Royaume-Uni en novembre de la même année, à Highbury Fields ; celui-ci réunit 150 personnes. Le premier évènement marquant du GLF est la contre-manifestation contre une action du Nationwide Festival of Light, un évènement chrétien organisé par Mary Whitehouse et Cliff Richard protestant contre les changements de valeur, donc en particulier la normalisation de l'homosexualité.
La première marche des fiertés a lieu le 1er juillet 1972, le samedi le plus proche de l'anniversaire des émeutes de Stonewall et réunit 700 personnes de Trafalgar Square à Hyde Park. Les réactions des passants sont contrastées, certains soutenant les manifestants et manifestantes, d'autre les insultant. La même année est fondée le premier magazine gay britannique, Gay News. En 1974 a lieu la première conférence TV/TS pour parler travestissement et transidentité. Les marches des fiertés continuent le long des années 1970, sous forme surveillance policière, portant des revendications comme le droit de montrer des signes d'affection pour les couples homosexuels en public.

## Sociologie

### Racisme
Dans une étude conduite en 2015 auprès de 850 hommes gays issus de minorités visibles par FS magazine, 80 % des hommes noirs, 79 % des hommes asiatiques, 75 % des hommes sud-asiatiques et 64 % des hommes « multiraciaux » sont victimes de racisme dans des lieux de sociabilité gay.

## Culture

### Vie nocturne

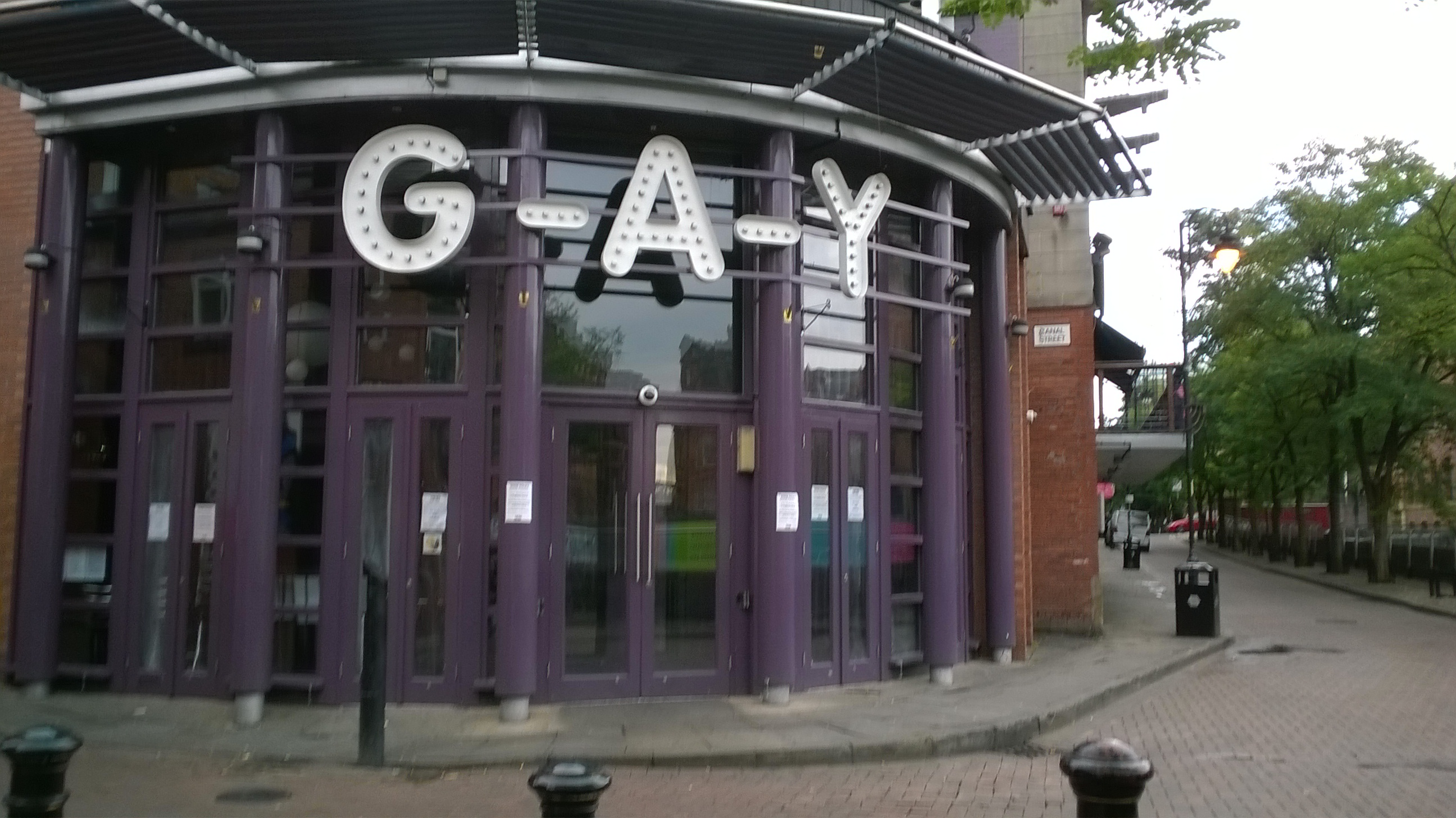
Club G-A-Y, Manchester, en 2014

De très nombreux clubs gays sont créés à Londres lors des années 1960 : le Black Cap et le King Edward VI sont les plus anciens, suivis de l'Apollo, le London Apprentice, le Princess of Prussia, le Kings Head, le Pink Elephant et le Regency Club. La communauté gay fréquente aussi des lieux non identifiés comme tels, comme le Deuce.
La fin des années 1970 voit l'ouverture de deux grands clubs : en 1976, la London Gay Night Bang !, qui accueille plus de 1000 personnes, en 1978, l'Embassy, temple du disco, et en 1979 le Heaven, plus grand club gay d'Europe. Le Heaven marque un tournant dans la vie nocturne gay, puisque, comme c'est le cas en France avec le Palace, celle-ci devient fréquentée non seulement par les personnes LGBT, mais aussi par un public hétérosexuel avant-gardiste.
En 1990 ouvre à Londres le Twilo, le premier club pouvant ouvrir 24h de suite ; il est emblématique de la vie nocturne de l'époque, où la consommation de drogue est banalisée.
Les années 2010 voient l'émergence de plus petits clubs, moins portés sur la drogue et où se produisent des évènements live, tels que le Glory et le Dalton Superstore à Londres.

## Mouvement

### Droits
Les droits des personnes LGBT au Royaume-Uni ont été reconnus dans la deuxième moitié du XXe siècle, lorsque les activités sexuelles entre hommes ont été dépénalisées et que l’État a progressivement accordé son soutien à la communauté LGBT. Auparavant, la loi de 1533 sur la Bougrerie identifiait la sodomie comme un crime passible de pendaison (jusqu'en 1861) puis de prison.
De nos jours, la discrimination sur la base de l’orientation sexuelle et de l’identité de genre est illégale dans le domaine du logement, de l’embauche et de la fourniture de biens et de services. Les forces armées britanniques autorisent par ailleurs les personnes LGBT à servir ouvertement leur pays. Depuis le 8 janvier 2001, l’âge de la majorité sexuelle a été abaissé à 16 ans, quelle que soit l’orientation sexuelle des partenaires, grâce à un amendement sur le Sexual Offences Act. Depuis 2002, les couples de même sexe ont le droit d’adopter et, depuis 2005, ils peuvent aussi contracter un civil partnerships. En outre, le Gender Recognition Act de 2004 permet aux personnes transgenres de changer leur sexe légal. Le mariage entre personnes de même sexe est reconnu au Royaume-Uni en avril 2014 sous David Cameron.

## Opinion publique
L’acceptation de l’homosexualité et des droits des personnes LGBT par la société vont croissant et un sondage de 2007 organisé par le site Internet YouGov indique que 90 % des Britanniques soutiennent l’interdiction de la discrimination sur la base de l’orientation sexuelle. Une autre enquête, menée en 2009 par Populus Ltd, montre quant à elle que 61 % des personnes interrogées soutiennent le droit au mariage des couples homosexuels.